# Cecilia Gyan Amoah
Cecilia Gyan Amoah (26 de octubre de 1947) es una diplomática y política ghanesa.

## Carrera
Amoah comenzó enseñando inglés en Ghana en 1967. También enseñó en Lesoto y Suazilandia (donde también enseñó a tiempo parcial en la Universidad de Suazilandia) y Botsuana. En 2000, dejó el campo de la educación y regresó a Ghana para involucrarse en política. Ganó la circunscripción del distrito sur de Asufiti durante las elecciones parlamentarias del año 2000 como parte del New Patriotic Party.